# Владислав Козловський
Владислав Козловський (нар. 29 червня 1896, с. Залісся Сокольського повіту (біл. Сакольскі павет) Гродненської губернії (нині Польща) — 13 листопада 1943, Мінськ; псевдоніми: Казловщик, білоруський суспільно-політичний діяч, поет, публіцист.

## Біографічні відомості
Навчався у Віленській католицькій духовній семінарії. Під час навчання (1916 –1919 р. р.) приєднався до білоруського національного руху. Закінчив учительські курси при Віленській Білоруській Раді,  після закінчення курсів намагався організувати білоруські школи на Сокольщині. Повернувшись до Вільнюса, входив до ЦК Білоруської селянської партії, був інструктором Мінського Білоруського Національного комітету з організації національного та кооперативного життя в Ігуменському повіті. У травні 1920 року Білоруською військовою комісією направлений у школу підхорунжих у Варшаві, після закінчення якої призначений інструктором у 1-й батальйон білоруських стрільців, евакуйованих із Мінська в Лодзь. Березень 1921 року – служив у польській армії, одночасно брав участь у білоруському національному русі. Один із лідерів правого радикального крила. 1930 року звільнився в запас у званні поручика, переїхав до Вільнюса і почав суспільно-політичну і літературну діяльність. У 1930-х роках активно працював у Вільнюсі в білоруських національних організаціях та установах. Був секретарем Білоруського національного комітету, Центрального уряду Білоруського інституту господарства і культури. Один із організаторів і секретар Білоруської Націонал-Соціалістичної Партії (БНСП), у 1933 – 1937 роках – редактор партійної газети «Новий шлях». У 1939 – 1940 роках – секретар Білоруської групи допомоги постраждалим від війни при Литовському Червоному Хресті, у Липні 1941 року – скарбник Білоруського національного комітету у Вільно. Влітку 1941 року намагався відновити діяльність БНСП, але не отримав на це дозволу німецької окупаційної влади. У 1941 – 1943 роках у Мінську був редактором «Білоруської газети». У своїх публіцистичних статтях розробляв ідеологію білоруського націонал-соціалізму, виступав із антисемітськими матеріалами. На квартирі В. Козловського 1943 року був убитий Фабіан Акінчіц, через кілька місяців (13.11.1943) радянські партизани Іван Шнігір і Костянтин Немчик у редакції «Білоруської газети» вбили В. Козловського. В.Козловський похований на  Кальварійському кладовищі.
Автор книг з фізичного виховання, поетичних збірок.
1. ↑  Немчик був арештований і загинув, Шнігіру вдалося втекти.